# Ectopsocus meridionalis
Ectopsocus meridionalis är en insektsart som beskrevs av Ribaga 1904. Ectopsocus meridionalis ingår i släktet Ectopsocus och familjen rektangelstövsländor. Inga underarter finns listade i Catalogue of Life.